# 哈里森冰原島峰
72°32′S 96°2′W / 72.533°S 96.033°W
哈里森冰原島峰是南極洲的冰原島峰，位於埃爾斯沃思地的瑟斯頓島東南部，處於薩維奇冰川以南7公里，在1960年由美國海軍發現，現時由南極條約體系管理。